# Herbert Norkus (Schiff)
Die Bark Herbert Norkus war als viertes Segelschulschiff der Kriegsmarine geplant und wurde 1938 auf Kiel gelegt. Das zur Gorch-Fock-Klasse gehörende Schiff wurde nicht fertiggestellt.

## Geschichte
Um das benötigte seemännische Führungspersonal für die Flotte auszubilden, ließ die Kriegsmarine mehrere Segelschulschiffe bauen. Der Bauauftrag für die Herbert Norkus wurde an die Werft Blohm & Voss in Hamburg vergeben (Baunummer 524). Die Herbert Norkus sollte ein identisches Schwesterschiff der Segelschulschiffe Horst Wessel und Albert Leo Schlageter werden. Auch bei der Namensgebung orientierte sich die Führung der Kriegsmarine wieder an den von den Nationalsozialisten verehrten, sogenannten „Märtyrern“ und „Blutopfern der NS-Bewegung“, zu denen sie auch Herbert Norkus zählten, einen 1932 ermordeten Hitlerjungen.
Der Bau des Schiffes wurde nach Beginn des Zweiten Weltkrieges eingestellt. Da man die Helling für den U-Boot-Bau benötigte, erfolgte am 7. November 1939 ein sogenannter Notstapellauf. Das Schiff einschließlich der Untermasten war weitgehend fertiggestellt, verfügte aber noch nicht über eine Antriebsanlage. Die gesamte Takelage war zu diesem Zeitpunkt bereits vorhanden, wurde aber eingelagert; das Schiff wurde nicht mehr aufgeriggt. Die Herbert Norkus blieb während der gesamten Kriegszeit in der Werft liegen und diente als Wohnschiff für Baubelehrungseinheiten. Der endgültige Baustopp erfolgte am 18. Januar 1945.
Nach Kriegsende wurde das Schiff von den Briten beschlagnahmt. Ein geplanter Verkauf an die brasilianische Marine scheiterte, weil das Schiff während eines alliierten Bombenangriffes im März 1945 zu schwer beschädigt worden war. Stattdessen kauften die Brasilianer 1948 von den Amerikanern das ebenfalls beschlagnahmte, noch intakte Segelschulschiff Albert Leo Schlageter.
Es ist unklar, ob die Herbert Norkus 1947 mit Gift-Munition beladen im Skagerrak versenkt worden ist. Ein amtlicher Bericht der britischen Regierung besagt, dies sei ohne vorherige Beladung mit Giftgasmunition erfolgt, während anderenorts von einer Versenkung mit Gasmunition berichtet wird.
Die eingelagerten Stengen und Rahen wurden 1958 zum Bau der neuen Gorch Fock verwendet.